# Oulad Salah
Oulad Salah (arabiska: أوالد صالح) är en landskommun i Marocko. Den ligger i provinsen Nouaceur och regionen Casablanca-Settat, 100 km sydväst om huvudstaden Rabat. Antalet invånare var 15 031 vid folkräkningen 2014.